# Poxwell
Poxwell – osada w Anglii, w hrabstwie Dorset. Leży 8 km na południowy wschód od miasta Dorchester i 184 km na południowy zachód od Londynu.